# Dominator
Dominator är den amerikanska musikgruppgruppen W.A.S.P.:s fjortonde studioalbum, utgivet den 16 april 2007.

## Låtförteckning
1. "Mercy" – 4:49
2. "Long, Long Way to Go" – 3:15
3. "Take Me Up" – 4:33
4. "The Burning Man" – 4:39
5. "Heaven's Hung in Black" – 7:14
6. "Heaven's Blessed" – 5:22
7. "Teacher" – 5:01
8. "Heaven’s Hung in Black (Reprise)" – 3:13
9. "Deal With the Devil" – 5:17

## Musiker
- Blackie Lawless - sång, kompgitarr
- Doug Blair - sologitarr
- Mike Duda - elbas
- Mike Dupke - trummor